# Prackovja Parchomenko
Prackovja Georpievna Parchomenko (ryska: Прасковья Георгиевна Пархоменко), född 1886, död 1970, var en rysk-sovjetiske astronom.
Hon var verksam vid Pulkovo-observatoriet.
Minor Planet Center listar henne som P. Parchomenko och som upptäckare av 2 asteroider mellan 1929 och 1930.
Asteroiden 1857 Parchomenko är uppkallad efter henne.

## Asteroider upptäckta av Prackovja Parchomenko
| 1129 Neujmina  | 8 augusti 1929 |
| 1166 Sakuntala | 27 juni 1930   |